# لا بانديرا (فلم)
«لا بانديرا»، فيلم درامي فرنسي من إنتاج عام 1935، من إخراج جوليان دوفيفير، ومن بطولة الممثلة «أنابيلا» وجان غابين وروبرت لا فيغان. أخذ الفيلم عن رواية فرنسية للكاتب «بيير ماك أورلان» من عام 1931 بعنوان لا بانديرا.
ملخص القصة، بعد أن يرتكب جريمة قتل وحشية في باريس، يهرب الفرنسي إلى برشلونة، حيث يتجنّد في الفرقة الإسبانية الأجنبية. يرسل للمشاركة في معركة في المغرب حيث تقوى الروابط بينه وبين رفاقه بطريقة غير متوقعة، ويتزوج من امرأة محلية قبل أن يبدأ ماضيه بملاحقته.

## روابط خارجية
- مقالات تستعمل روابط فنية بلا صلة مع ويكي بيانات